# اچ‌ام‌اس راس (جی۴۵)
اچ‌ام‌اس راس (جی۴۵) (به انگلیسی: HMS Ross (J45)) یک کشتی بود که طول آن ۲۳۱ فوت (۷۰ متر) بود. این کشتی در سال ۱۹۱۹ ساخته شد.